# Záhorská Bystrica
Záhorská Bystrica (in ungherese Pozsonybeszterce, in tedesco Bisternitz) è un quartiere, con autonomia a livello di comune, della città di Bratislava, capitale della Slovacchia, facente parte del distretto di Bratislava IV.